# ザウスキ図書館

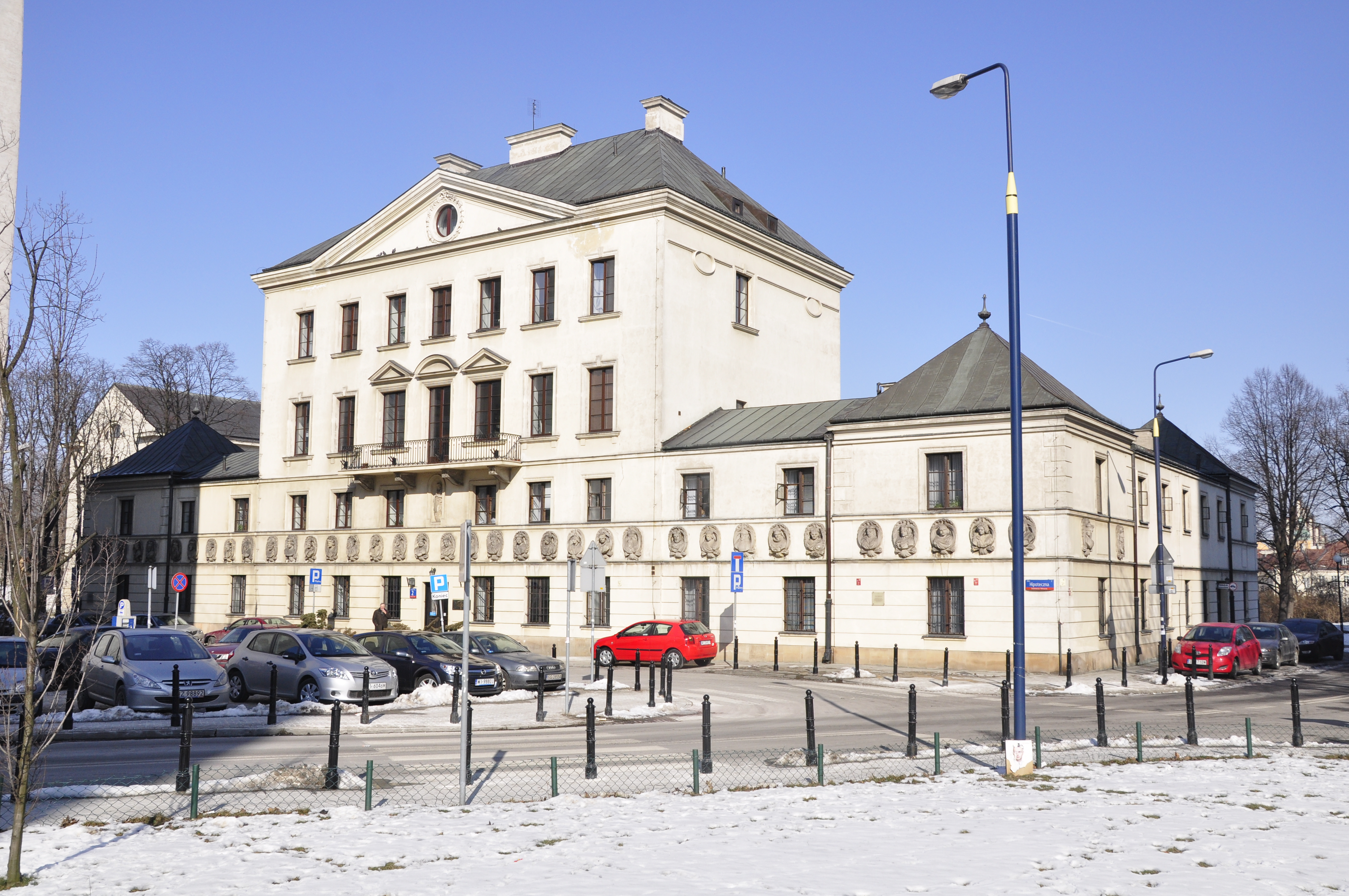
現在の「王様の家」

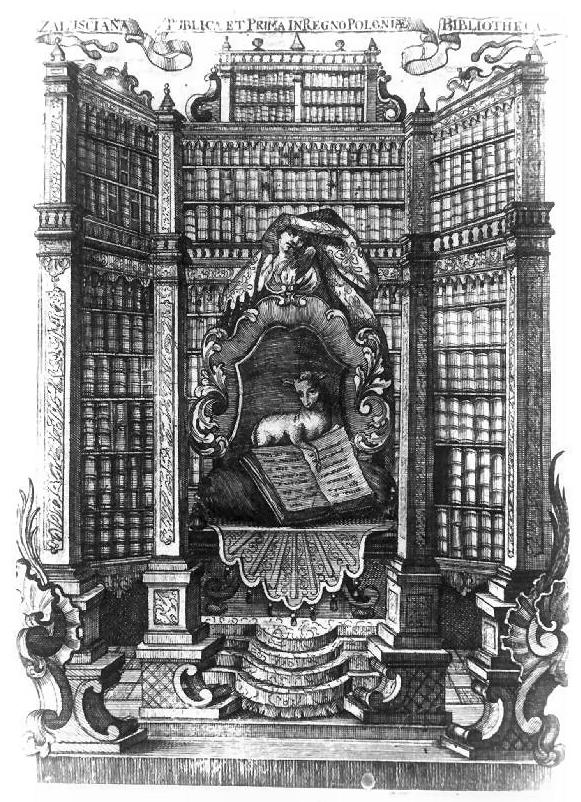
ザウスキ図書館の蔵書票

ザウスキ図書館（ザウスキとしょかん、ポーランド語：Biblioteka Załuskich IPA [ˌbʲiblʲjɔˈtɛka zaˈwuscix], ラテン語： Bibliotheca Zalusciana）は、ワルシャワで1747-1795年において、カトリック司教のザウスキ兄弟（ユーゼフ・アンジェイ・ザウスキJózef Andrzej Zauskiとアンジェイ・スタニスワフ・ザウスキ Andrzej Stanisław Zauski）によって作られた。この図書館はポーランド初の公共図書館（ヨーロッパでも公共図書館の早期に当たる）で、ポーランドの最大の蔵書であった。
コシチュシュコの蜂起（1794年）後、女帝エカチェリーナ2世の命令を受けたロシア軍隊は、ザウスキ図書館の蔵書を奪い、サンクトペテルブルクにあった女帝の個人蔵書に移動した。翌年、帝国公共図書館の創設時にその蔵書の基底となった。
1920年にロシア・ソビエト連邦社会主義共和国の政府がリガ平和条約のおかげで作られた新しいポーランド第二共和国に元ザウスキ図書館の蔵書の一部を返還した。その蔵書は1944年のワルシャワ蜂起失敗後にドイツ軍によるワルシャワの破壊中に意図的に壊された。

## 歴史
ザウスキ図書館はポーランド初の公共図書館、当時の世界最大の図書館のひとつとされている。ヨーロッパ全体ではこの程度の蔵書を誇る図書館が2-3館しかなかった。初期の頃は、図書館の蔵書は20万点ほどで、1770年代末には約４０万点の印刷物、地図、写本や原稿まで拡張した。図書館には他に芸術作品、科学機器や動物と植物の標本が所蔵されていた。
図書館は火曜日と木曜日の午前７時から午後７時まで会館していた。利用者は図書館で静かにするように、それからザウスキ兄弟のためにお祈りをするように頼まれた。本を図書館の外に持ち出すのは禁止だったにもかかわらず、本の盗難は大きな問題であり、最終的に司教の兄弟はローマ教皇に助けを求めた。ローマ教皇ベネディクトゥス14世が依頼に応えて、その図書館の本を盗る者は破門されるという教皇勅書を出した。だが、その脅しも完全に問題を解決したわけではない。
ザウスキ兄弟死後、図書館の運営は新しく作られた国家教育委員会 Commission of National Educationに渡り、ザウスキ兄弟共和国図書館に改名された。
1774年に、第2次ポーランド分割とコシチュシュコの蜂起の結果、ロシア女帝エカチェリーナ2世の軍は図書館の蔵書を全て取り出し、サンクトペテルブルクへ送った。図書等の資料は、翌年の帝国公共図書館の創設時にその蔵書の基底となった。蔵書の一部は移動の際に損害を受けた、もしくは破壊された。盗難されたものもたくさんあった。
蔵書は後ほど幾つかのロシアの図書館へ分散させた。サウスキ蔵書の部分は1842年と1863年にポーランドに戻った。また、1920年にポーランド・ソビエト戦争とリガ平和条約の結果、ロシア・ソビエト連邦社会主義共和国の政府が蔵書の5万点程度の資料をポーランドに返還したが、1944年にワルシャワ蜂起失敗後のワルシャワの破壊の際にドイツ軍はその資料を意図的に壊した。戦争後に残ったのはわずか1800点の原稿や写本と、3万の印刷物であった。
1821年に図書館の初代の建物はテラスハウスに改造された。その時、元々内装に使われ、ポーランド分割の頃に隠されたポーランド君主の胸像は発見され、建物の正面に設置された。そのため、その建物は「王様の家」（ポーランド語：Dom pod Królami）と呼ばれるようになった。
その建物は第2次世界大戦の時にドイツによって破壊された。戦後、ポーランド人民共和国の下で立て直された。
現在のポーランド国立図書館（1928年創立）は、ザウスキ図書館の跡を継ぐものとされている。